# Liste des ministres français du Blocus
Pour les articles homonymes, voir Blocus (homonymie).
En décembre 1916 est institué un sous-secrétariat d’État du Blocus auprès du ministère des Affaires étrangères. Le 20 février 1917, un « Comité du Blocus » fut chargé de coordonner l’action de tous les services concernés (État-major de l’armée, Douanes, Transports, Affaires étrangères, Marine et Finances).
Le sous-secrétariat est érigé en ministère du Blocus et des Régions libérées en novembre 1917 et un décret fixe ses attributions. Pour les régions libérées, il devait assumer « la réorganisation de la vie locale et des moyens d’habitation, l’aide à donner aux sinistrés pour le relèvement des immeubles détruits, la réparation des dommages de guerre, la reconstitution du sol, la restauration agricole, commerciale et industrielle ». 
Devenu ministère des Régions libérées à la cessation des hostilités, il fut remplacé en 1925 par un sous-secrétariat d’État rattaché au ministère des Finances, puis par un simple service transféré en 1926 au ministère des Travaux publics et en 1933 au ministère des Finances.
Au début de la Seconde Guerre mondiale, pendant la drôle de guerre, un ministère du Blocus sera recréé. 

## Liste

### Sous-secrétaires d'État
- 14 décembre 1916 - 2 août 1917 : Denys Cochin, sous-secrétaire de la Présidence du Conseil et des  Affaires étrangères, chargé du Blocus, gouvernement Alexandre Ribot (5)
- 17 août - 16 novembre 1917 : Albert Métin, sous-secrétaire d'État des Affaires étrangères, chargé du Blocus, Gouvernement Alexandre Ribot (5).

### Ministres
- 16 novembre 1917 - 23 novembre 1917 : Charles Jonnart, ministre du Blocus et des Régions libérées, gouvernement Georges Clemenceau (2)
- 23 novembre 1917 - 24 décembre 1918 : Albert Lebrun, ministre du Blocus et des Régions libérées, gouvernement Georges Clemenceau (2)
- 13 septembre 1939 - 21 mars 1940 : Georges Pernot, ministre du Blocus, gouvernement Édouard Daladier (5)
- 21 mars 1940 - 16 juin 1940 : Georges Monnet, ministre du Blocus, gouvernement Paul Reynaud.